# Hoge hakken, echte liefde
Hoge hakken, echte liefde is een Nederlandse film uit 1981 van Dimitri Frenkel Frank met in de hoofdrollen Rijk de Gooyer en Monique van de Ven.
Het scenario voor de film is gebaseerd op het gelijknamige boek van Dimitri Frenkel Frank uit 1980. De internationale titel is High heels, real love. De titelsong van de film werd gezongen door Robert Long. In de bioscopen was de film een groot succes met 582.830 bezoekers. De kritiek was gematigd enthousiast, men vond het eindresultaat leuk, maar had kritiek op het scenario.

## Verhaal
Semijns Roggeveen is directeur van een groot containeroverslagbedrijf. Maar het bedrijf loopt zo goed dat Semijns alles kan overlaten aan zijn tweede man, John. Semijns verveelt zich te pletter en zoekt nieuwe uitdagingen. Hij heeft een mooie vrouw, maar ook een minnares (die hij deelt met een schaker) en twee vervelende puberkinderen. Zijn vrouw stuurt hem naar een nieuwe goeroe, de Maharasji. Die blijkt verrassend modern en zet Semijns aan om zijn diepste wensen tastbaar te maken. Het blijkt dat Semijns er eigenlijk naar verlangt om een tijdje iemand anders te zijn. Hij is jaloers op de arbeiders van zijn bedrijf die kameraadschappelijk met elkaar omgaan en zo te zien een prachtig ongecompliceerd leven leiden. Hij laat zich bij een grimeur een snor en een haarstukje aanmeten en schaft nieuwe kleren aan. Als arbeider Arie Snoek solliciteert hij bij zijn eigen bedrijf als vrachtwagenchauffeur. Tegen zijn vrouw zegt hij naar een zeer strenge Maharisji-training te gaan terwijl hij in werkelijkheid een woning huurt in de Pijp in Amsterdam. Op het werk wordt hij verliefd op de kantinejuffrouw Jenny en vraagt haar uit. Jenny wordt ook verliefd en ze gaan samenwonen. Dan begint Arie Snoek jaloers te worden, jaloers op… Semijns, die tegen Jenny heeft gezegd dat ze er zo goed uitziet. Snoek is woedend en daagt Semijns uit tot een duel. Hij weet zelfs een pistool te versieren en staat klaar om een duel aan te gaan met zichzelf. Dan begint hij zich te realiseren dat de zaken behoorlijk uit de hand zijn gelopen. Er moet gekozen worden, of hij wordt Semijns of hij wordt Arie Snoek. Een dubbelleven kan niet meer. Niet lang daarna verdwijnt Semijns zogenaamd naar een Boeddhistisch klooster en duikt Arie Snoek weer op om met Jenny te gaan samenwonen. De identiteitscrisis is bezworen.

## Rolverdeling
| Acteur              | Personage                         |
| ------------------- | --------------------------------- |
| Rijk de Gooyer      | Semijns Roggeveen/Arie Snoek      |
| Monique van de Ven  | Jenny Vreugdehil                  |
| Hannah de Leeuwe    | Kantine-collega van Jenny         |
| Leen Jongewaard     | Vreugdehil sr, Jenny's vader      |
| Olga Zuiderhoek     | Sjaan Vreugdehil, Jenny's moeder  |
| Dolf de Vries       | John                              |
| Maeve van der Steen | directiesecretaresse              |
| Johan Ooms          | Maharasji                         |
| Max Croiset         | president-commissaris             |
| Huib Broos          | botenbouwer                       |
| Bill van Dijk       | kraandrijver                      |
| Gees Linnebank      | Peters                            |
| Geert de Jong       | Mirabelle, vrouw van Semijns      |
| Marina de Graaf     | actievoerster                     |
| Geert-Jan Hobijn    | Boudewijn Roggeveen               |
| Anne van der Heyde  | Patricia Roggeveen                |
| Ad Noyons           | opzichter                         |
| Jon Bluming         | Molkenboer                        |
| Hein Boele          | vriend van de familie Roggeveen   |
| Dorine van der Klei | vriendin van de familie Roggeveen |
| Jerome Reehuis      | vriend van de familie Roggeveen   |
| Liz Snoijink        | vriendin van de familie Roggeveen |

## Achtergrond
Eind jaren zeventig van de 20ste eeuw regisseerde Dimitri Frenkel Frank al enige films voor televisie. In 1981 maakte hij met Hoge Hakken, Echte Liefde zijn regiedebuut met een avondvullende speelfilm. Hij koos voor het scenario zijn eigen boek over een man met een gigantische midlife crisis. Boek en film vormen de verbeelding van Frenkel Franks obsessie met de decadentie van omhoog gevallen burgers uit de jaren zeventig/tachtig van de twintigste eeuw. Frenkel Frank plaatst de onechtheid van de rijke klasse in hun Gooise villa's tegenover de eerlijke, hardwerkende arbeider in zijn Jordaanwoning. Maar hij doet dat niet met een belerend vingertje. Net als in het boek zet Frenkel Frank beide bevolkingsgroepen net even te overdreven en te stereotiep neer. Het effect is dat de film oogt als een klucht waarin niemand zichzelf serieus neemt. Rijk de Gooyer weet zowel Semijns als diens alter ego Snoek goed neer te zetten. Hij speelt een man die de spilzieke, verwende rijkeluiswereld beu is en verlangt naar een plaats tussen de arbeiders. Maar die 'arbeiderswereld' is een geïdealiseerde wereld. Een wereld waar arbeiders aan elkaar verknocht zijn, vol echte mannen die hard werken voor hun brood en na afloop doodmoe in hun bed vallen, naast hun kauwgum kauwende 'volkse' vriendinnetjes die pronken met hun lichamen. Net zoals de 'arbeiderswereld' van Frenkel Frank niet echt bestaat zo bestaat ook de 'rijke wereld' niet echt. Alles wordt overdreven. De ondertoon is echter wel scherp. Een verveelde intellectueel verlangt naar een simpel leven vol kameraadschap en echte liefde. Om daar te komen moet hij zelf veranderen en zijn oude 'ik' om zeep helpen.

## Productie
Veel Nederlandse films kregen in de jaren tachtig van de twintigste eeuw financiering uit het bedrijfsleven. Bedrijven mochten in ruil hun producten uitgebreid in beeld brengen (sluikreclame). Ook Hoge Hakken, Echte Liefde ontkomt hier niet aan. De trend kwam overwaaien uit de VS en zou later ook door de commerciële televisie worden overgenomen. Volgens de biografie Rijk, van K. Vos en S. Aerden, was acteur Rijk de Gooyer geen voorstander van vrij- en seksscènes in films, althans niet als hij er zelf in moest spelen. Hij vond het gênant om in zijn blootje met een actrice te acteren alsof hij seks had, terwijl er een hele filmploeg om hem heen stond. Toch moest hij er ook in deze film aan geloven. Volgens de schrijvers van de biografie is te zien dat De Gooyer meer last had van gene dan zijn tegenspeelster, Monique van de Ven, en dat terwijl het personage dat De Gooyer speelt sekslessen geeft aan het personage dat Van de Ven speelt